# Northrop Grumman Guardian
 (octobre 2021).
La mise en forme du texte ne suit pas les recommandations de Wikipédia : il faut le « wikifier ».
Les points d'amélioration suivants sont les cas les plus fréquents. Le détail des points à revoir est peut-être précisé sur la page de discussion.
- Les titres sont pré-formatés par le logiciel. Ils ne sont ni en capitales, ni en gras.
- Le texte ne doit pas être écrit en capitales (les noms de famille non plus), ni en gras, ni en italique, ni en « petit »…
- Le gras n'est utilisé que pour surligner le titre de l'article dans l'introduction, une seule fois.
- L'italique est rarement utilisé : mots en langue étrangère, titres d'œuvres, noms de bateaux, etc.
- Les citations ne sont pas en italique mais en corps de texte normal. Elles sont entourées par des guillemets français : « et ».
- Les listes à puces sont à éviter, des paragraphes rédigés étant largement préférés. Les tableaux sont à réserver à la présentation de données structurées (résultats, etc.).
- Les appels de note de bas de page (petits chiffres en exposant, introduits par l'outil «  Source ») sont à placer entre la fin de phrase et le point final[comme ça].
- Les liens internes (vers d'autres articles de Wikipédia) sont à choisir avec parcimonie. Créez des liens vers des articles approfondissant le sujet. Les termes génériques sans rapport avec le sujet sont à éviter, ainsi que les répétitions de liens vers un même terme.
- Les liens externes sont à placer uniquement dans une section « Liens externes », à la fin de l'article. Ces liens sont à choisir avec parcimonie suivant les règles définies. Si un lien sert de source à l'article, son insertion dans le texte est à faire par les notes de bas de page.
- La présentation des références doit suivre les conventions bibliographiques. Il est recommandé d'utiliser les modèles {{Ouvrage}}, {{Chapitre}}, {{Article}}, {{Lien web}} et/ou {{Bibliographie}}. Le mode d'édition visuel peut mettre en forme automatiquement les références.
- Insérer une infobox (cadre d'informations à droite) n'est pas obligatoire pour parachever la mise en page.

Pour une aide détaillée, merci de consulter Aide:Wikification.
Si vous pensez que ces points ont été résolus, vous pouvez retirer ce bandeau et améliorer la mise en forme d'un autre article.
 (octobre 2021).
Pour les articles homonymes, voir Guardian.

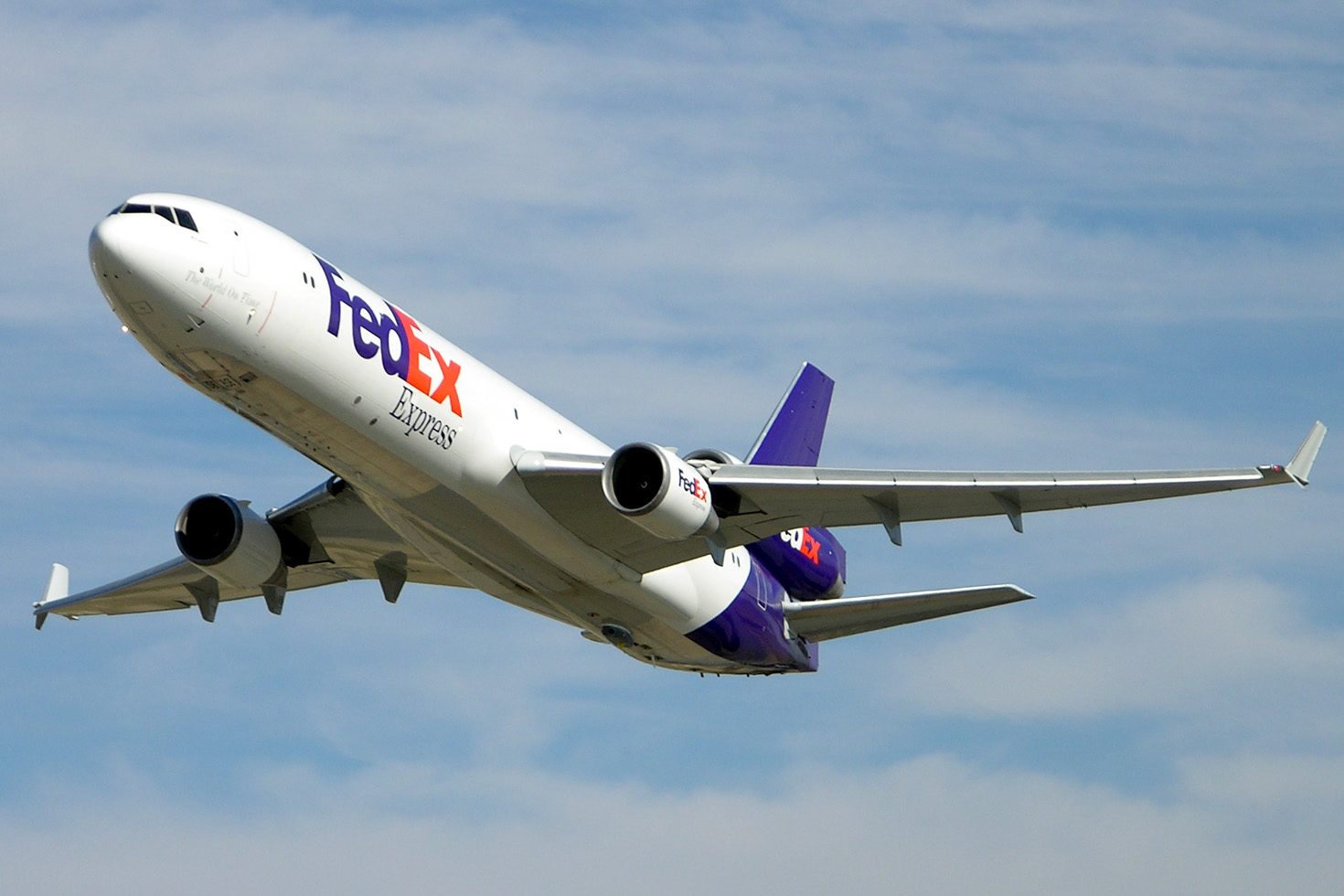
FedEx Express McDonnell Douglas MD-11 pendant le programme d'essais en vol du Guardian, qui peut être vu monté sur le ventre à l'arrière des ailes.

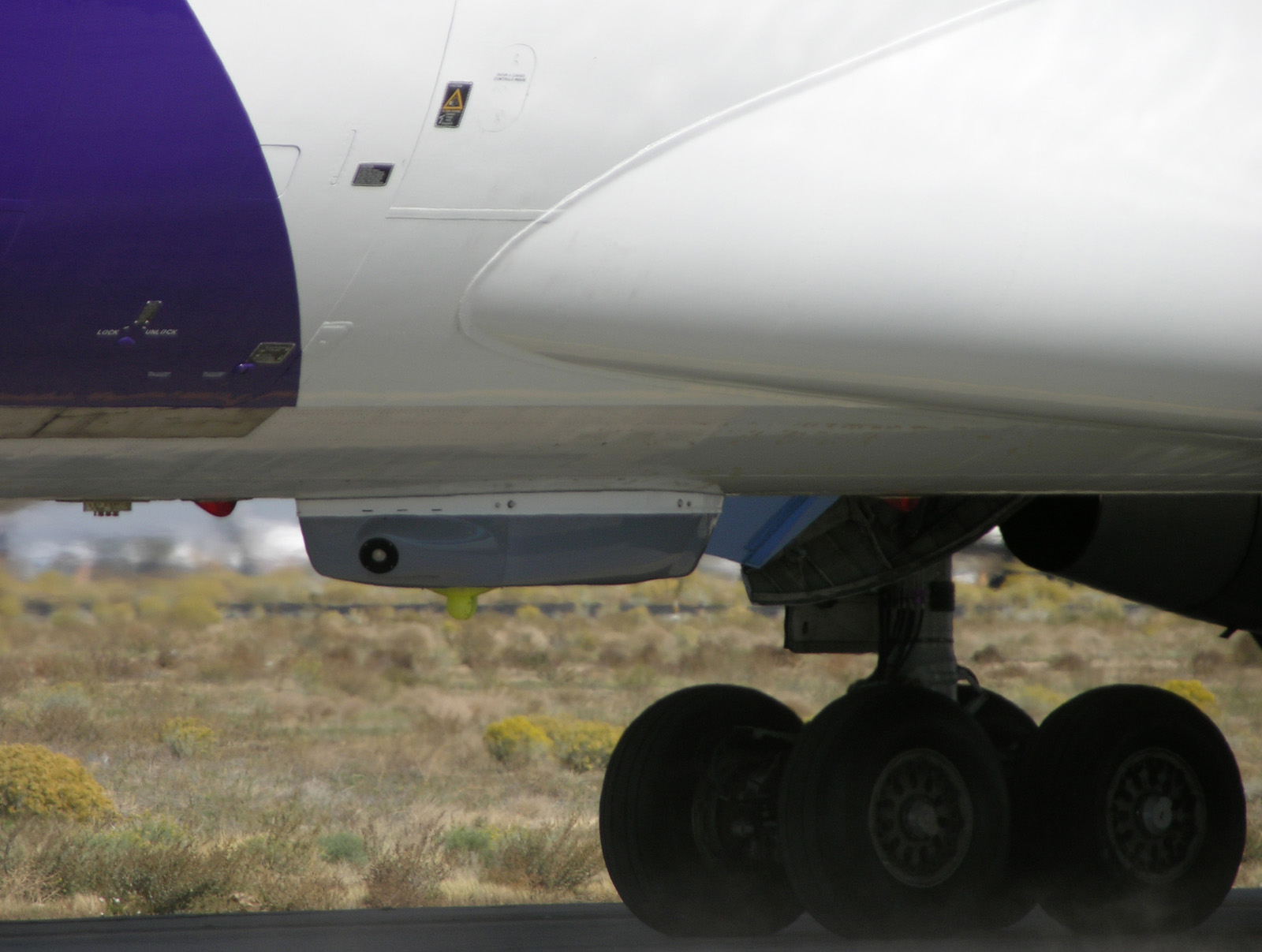
Le pod Guardian monté sur le ventre d'un FedEx Express MD-11 lors d'un test en vol.

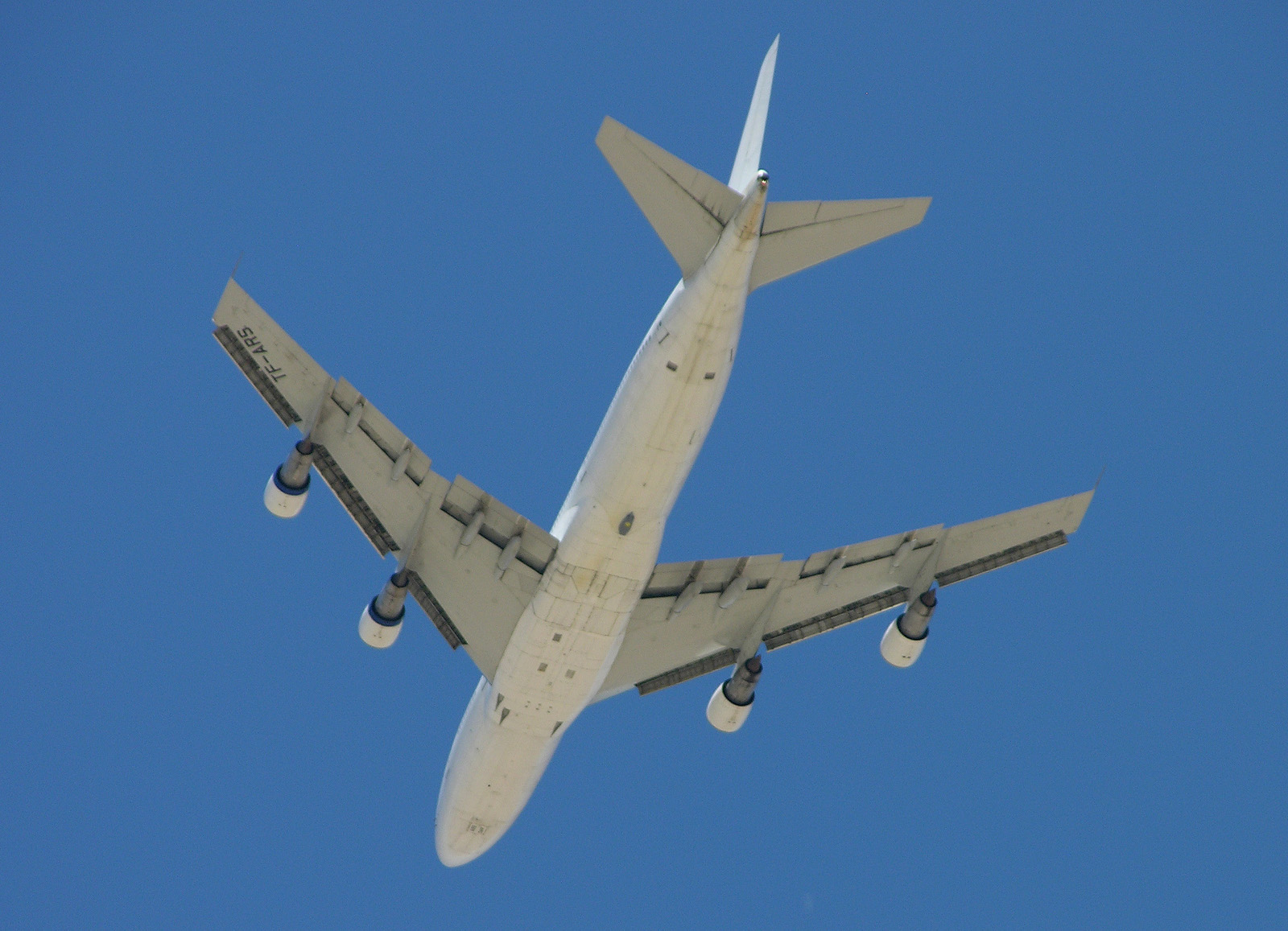
Le pod monté sur le ventre d'un Air Atlanta Europe 747 qui a été loué par FedEx pour les essais en vol en mai 2006

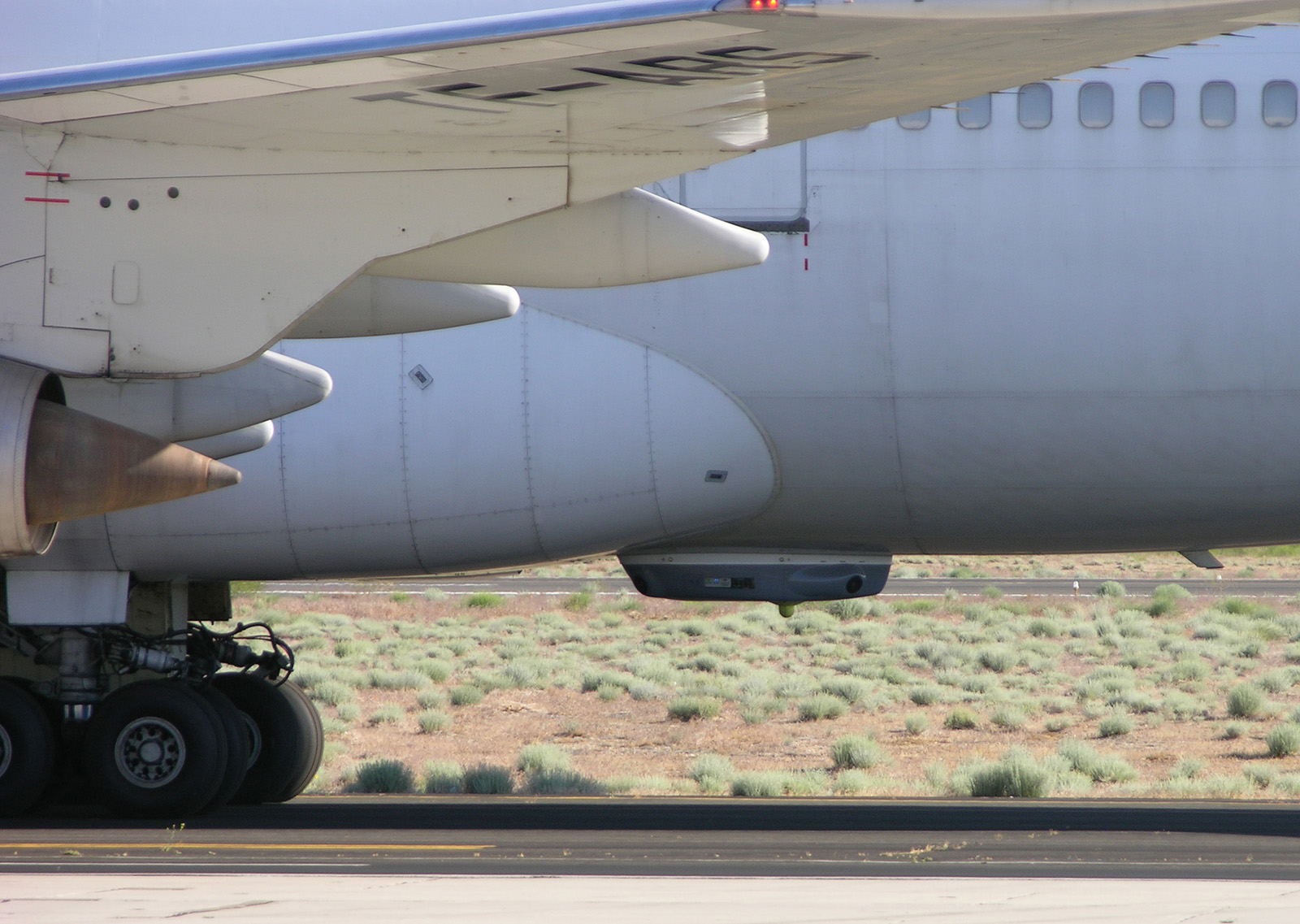
Pod monté sur le 747

Le Northrop Grumman Guardian est un système passif de contre- mesures anti-missiles conçu spécifiquement pour protéger les avions de ligne commerciaux contre les missiles lancés à l'épaule (communément appelés MANPADS), en utilisant la technologie de contre-mesures infrarouges dirigées (DIRCM).
Selon le Wall Street Journal, le programme fait désormais l'objet d'une action en justice alléguant qu'"en 2007 et 2008, la société a intentionnellement gonflé les coûts, présenté de fausses factures, menti sur les progrès réalisés et dissimulé des données de test au département de la sécurité intérieure".

## Fond
La vaste prolifération des MANPADS a permis à des groupes non étatiques d'en acquérir un grand nombre sur le marché noir international des armes, parfois pour la somme de 5 000 $ US chacun,. Cela s'est traduit par une augmentation marquée des attaques de MANPADS contre des avions de ligne commerciaux, notamment l'attentat manqué de 2002 contre un avion de ligne à Mombasa, la tentative de fusillade de Bagdad DHL en 2003 et le crash de l'Il-76 de la TransAVIAexport Airlines à Mogadiscio en 2007 . Selon le département d'État américain, plus de 40 avions civils ont été touchés par des MANPADS depuis 1970, et environ 400 passagers et membres d'équipage ont été tués. Parmi ceux-ci, six étaient des avions de ligne.
En 2003, la sénatrice Barbara Boxer  et le membre du Congrès Steve Israel ont présenté une législation à la fois à la Chambre et au Sénat (HR 580/S. 311 The Commercial Airline Missile Defense Act ) qui demandait au Department of Homeland Security de parrainer un programme de recherche et de développement qui aboutirait à un système de défense antimissile pouvant être installé sur les avions de ligne commerciaux ; le projet de loi autorisait également le financement du programme.
En conséquence, le DHS a lancé le programme « counter-MANDPADS » ou « C-MANPADS » en janvier 2004, qui a chargé les entreprises de défense d'adapter les systèmes de contre-mesures militaires existants à un usage commercial.

## Description
Le Guardian intègre la technologie militaire de contre-mesures infrarouges existante, adaptée du système AAQ-24 Nemesis, dans un ensemble commercial qui a été testé et certifié par la FAA  dans le cadre d'un certificat de type supplémentaire pour le Boeing 747, McDonnell Douglas DC-10/MD-10 et McDonnell Douglas MD-11.
Le Guardian est conçu pour fonctionner de manière autonome, sans intervention de l'équipage de conduite. Un ensemble de capteurs détecte un missile qui s'approche de l'avion et transmet cette information à une caméra de poursuite infrarouge. L'ordinateur du système analyse les signaux d'entrée, pour confirmer que la menace est réelle, puis dirige le faisceau d'un laser infrarouge sans danger pour l'œil vers l'objet en approche. Le laser est destiné à introduire une fausse cible dans le système de guidage du missile, ce qui l'amène à se détourner de l'avion. Le processus de détection et de brouillage dure de deux à trois secondes. Le système informe ensuite automatiquement le pilote et le contrôle aérien qu'une menace a été neutralisée.
Le système est entièrement contenu dans une nacelle externe de 460 mm de haut, qui pèse 250 kg et est montée sur la face inférieure du fuselage. La nacelle est amovible et peut être transférée dans un autre avion en une heure. Le système coûte 1 million de dollars par avion et, si l'on tient compte des coûts de maintenance permanents, Northrop Grumman estime que le système coûtera à chaque passager un dollar supplémentaire en prix de billet.

## Développement
Le Guardian a été développé dans le cadre d'un programme du DHS. En août 2005, Northrop Grumman a reçu l'approbation de la phase II de la conception du système par le DHS après avoir satisfait à trois critères principaux de révision de la conception.
De plus, dans le cadre de la phase II du programme DHS, les essais en vol ont commencé en août 2005 sur un FedEx Express McDonnell Douglas MD-11. Des essais en vol ont ensuite été effectués sur un Boeing 747 loué par FedEx à Air Atlanta Icelandic. Les essais en vol ont été réalisés au Mojave Civilian Aerospace Test Center, l'avion effectuant des profils de décollage et d'atterrissage simulés tout en étant engagé par un système électronique qui simule des événements de poursuite et de lancement de missiles. Selon le simulateur, les essais ont été réussis à 100 %.
Une version civile du système est en cours de développement dans le cadre du projet CHLOE du département américain de la Sécurité intérieure.
La Garde nationale aérienne a testé le système sur l'avion Boeing KC-135 Stratotanker.

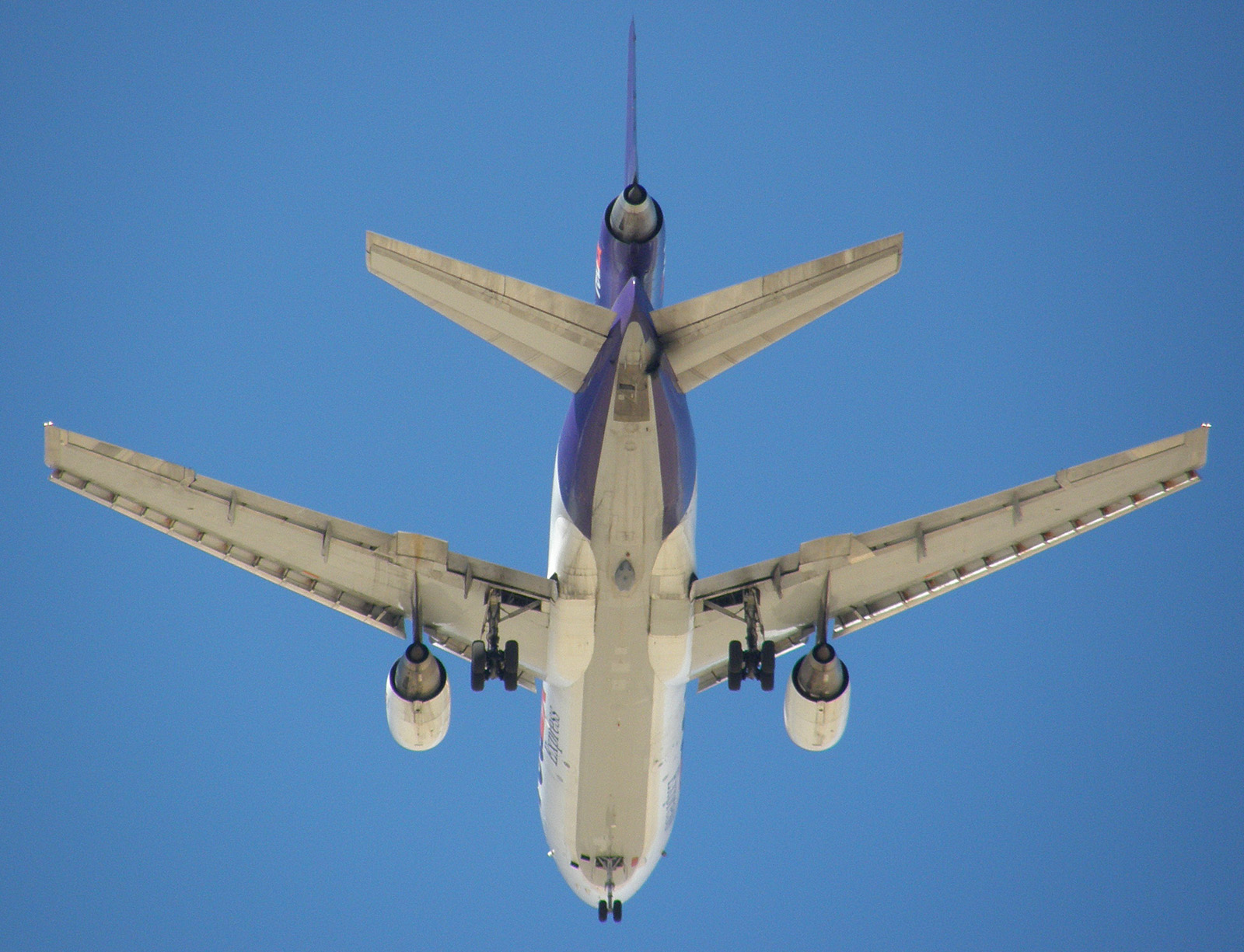
Un pod Guardian opérationnel peut être vu sur le ventre de ce FedEx Express MD-10 entre et juste à l'arrière du train d'atterrissage principal

La troisième phase du programme, d'un coût de 109 millions de dollars US, est le déploiement du système sur les vols commerciaux. FedEx Express est devenu le premier transporteur aérien à déployer le Guardian sur un vol commercial en septembre 2006, lorsqu'il a équipé l'un de ses cargos MD-11 de la nacelle, puis a équipé huit autres avions à des fins d'évaluation.
Au vu des premiers résultats positifs, le Congrès a demandé au DHS en octobre 2006 d'étendre le programme pour inclure « une évaluation de service dans l'environnement de transport de passagers ». Ainsi, 12 avions de ligne commerciaux seront équipés du système afin de recueillir des données sur l'impact opérationnel du système en service régulier.

## Voir également
- 2002 Attentats de Mombasa - l'attaque a été coordonnée avec la tentative d'abattage.
- AN/ALQ-144 – Système de contre-mesures de missiles guidés infrarouges
- Système de protection contre les missiles des aéronefs civils
- Programme commun de contre-mesures infrarouges
- Contre-mesures infrarouges directionnelles
- Garde de vol
- Liste des incidents de fusillade d'avions de ligne